# Léo Bergère
Léo Bergère (Le Pont-de-Beauvoisin, 28 giugno 1996) è un triatleta francese, due volte campione iridato ai mondiali a staffetta nel 2019 e 2020 e campione continentale agli europei di Weert 2019 nella staffetta mista. Ha rappresentato la Francia ai Giochi olimpici estivi di Tokyo 2020, in cui si è piazzato ventunesimo nella prova individuale.

## Palmarès
- Giochi olimpici estivi

Parigi 2024: bronzo nella gara individuale;
- Mondiali

Amburgo 2019: bronzo nell'individuale;
Abu Dhabi 2022 : oro nell’individuale;
- Mondiali a staffetta

Amburgo 2019: oro nella staffetta mista;
Amburgo 2020: oro nella staffetta mista;
- Europei

Weert 2019: oro nella staffetta mista;